# Гніздо шершня
Гніздо шершня — це американський документальний фільм про війну в Афганістані, створений 2014 року режисерами і співпродюсерами Девідом Зальцбергом та Крістіаном Туре.

## Сюжет
Оповідачами у фільмі є два журналісти ABC News — Майк Ботчер та Карлос Ботчер (батько і син), які спочатку були у групі військ Збройних сил США, а згодом Майк Ботчер вирушив у місію в одну з найбільш ворожих долин Афганістану, відому як «Гніздо шершня». Триденна місія перетворюється на напружену дев'ятиденну сутичку, в якій військові гинуть один за одним, але намагаються рятувати своїх товаришів.

## Відгуки
Гніздо шершня виграло головну премію Міжнародного кінофестивалю у Сан-Дієго в 2014 році.